# Ivan Aleksandrovič Veljaminov
Ivan Aleksandrovič Veljaminov (rusko Ива́н Алекса́ндрович Вельями́нов), ruski general in akademik, * 1771, † 1837.
Bil je eden izmed pomembnejših generalov, ki so se borili med Napoleonovo invazijo na Rusijo; posledično je bil njegov portret dodan v Vojaško galerijo Zimskega dvorca.

## Življenje
Decembra 1796 je pričel aktivno vojaško službo kot poročnik v Semjonovskem polku. Maja 1800 je bil povišan v polkovnika. Med bitko narodov je poveljeval bataljonu svojega polka; zaradi zaslug v tej in poznejših bitkah je bil 12. decembra 1807 povišan v generalmajorja. Decembra 1907 je bil imenovan za poveljnika Keksgolmskega mušketirskega polka. Z njim je sodeloval v bojih proti Švedom (1808-09). Leta 1809 je bil zaradi slabega poveljstva razrešen in novembra 1810 odpuščen.
Septembra 1811 je bil ponovno aktiviran in marca 1812 je postal poveljnik 22. pehotne divizije. Z njo je nato sodeloval v bojih proti Francozom; med obleganjem Gdanska leta 1813 je bil hudo ranjen v prsi in 30. avgusta 1814 je bil povišan v generalporočnika. Po okrevanju je marca 1814 postal poveljnik 1. rezervnega korpusa in nato 25. pehotne divizije. V začetku leta 1818 je bila divizija premeščena v Gruzijo, da zatre upor. 25. julija 1827 je postal poveljnik Samostojnega sibirskega korpusa in istočasno tudi generalni guverner Zahodne Sibirije.
Leta 1833 je bil imenovan za častnega časa Peterburške akademije znanosti in 28. septembra naslednje leto je zapustil mesto generalnega guvernerja, ker je postal član Vojaškega sveta.